# Championnat de Santa Catarina de football 2002
Navigation
Édition précédente Édition suivante
Le championnat de Santa Catarina de football de 2002 était la 77e édition du championnat de Santa Catarina de football. Il fut remporté par le club de Figueirense FC, qui remporte à cette occasion son 11e titre à ce niveau.

## Finale
Vainqueur de la phase aller et de la phase retour, le Figueirense FC est déclaré vainqueur du championnat. 